# Joseph Hörr

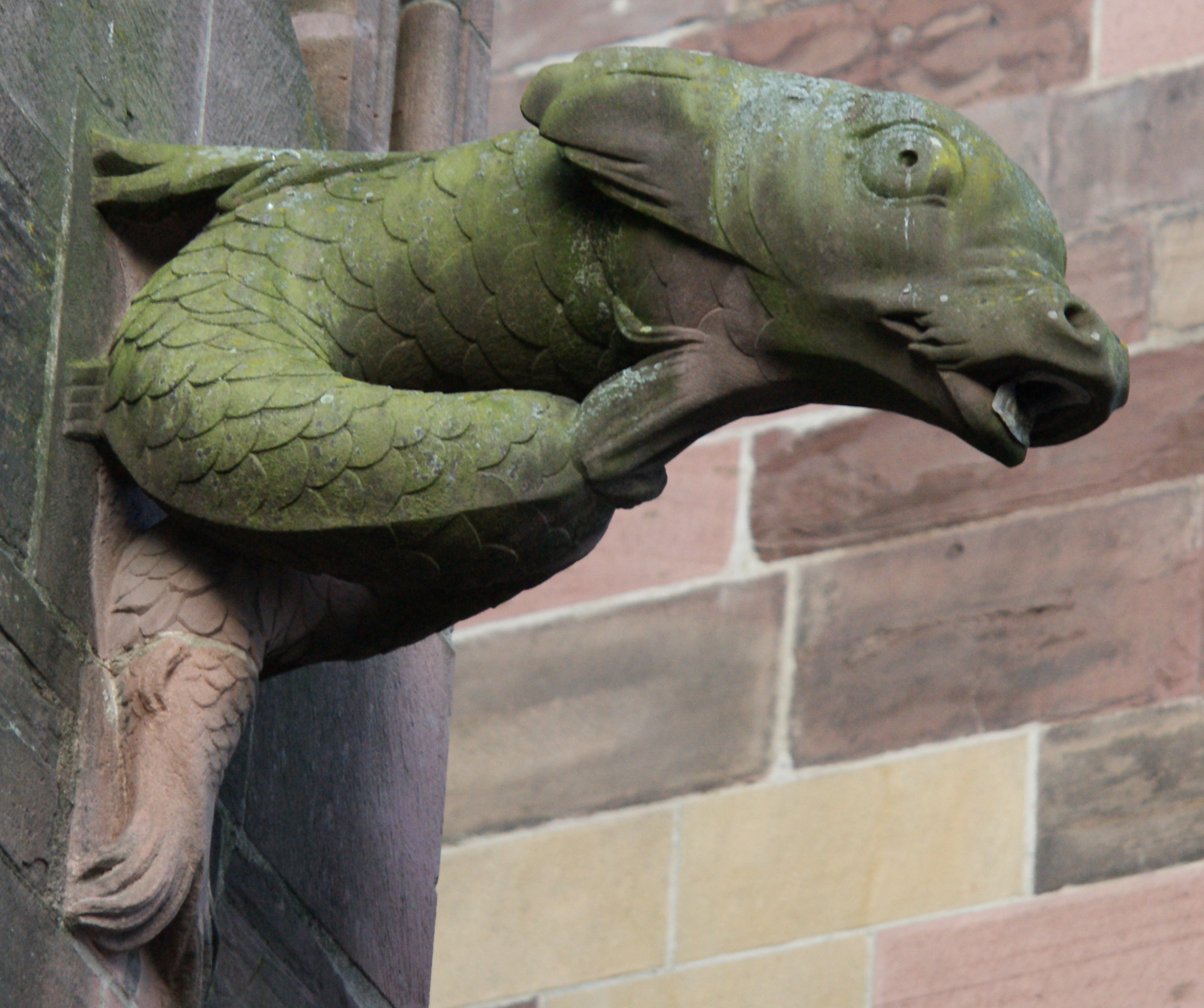
Fisch-Wasserspeier am Freiburger Münster, 1781

Joseph Hörr (* 29. November 1732 in Blasiwald-Althütte; † 9. März 1785 in Freiburg im Breisgau) war ein deutscher Bildhauer und Holzschnitzer.

## Leben
Hörr war ein Schüler des Bildhauers Johann Joseph Christian in Riedlingen und mit diesem an der Ausführung des Chorgestühls des Münsters Unserer Lieben Frau in Zwiefalten beschäftigt. Nach der Lehre kehrte er nach St. Blasien zurück, wo er als Bildhauer weltlicher Beamter („officialis secularis“) des Klosters St. Blasien wurde. In St. Blasien schuf Hörr mehrere Kunstwerke, vor allem für das Neue Münster, das jedoch bereits 1768 durch einen Brand zerstört wurde. In St. Blasien kam Hörr auch erstmals mit späteren Weggefährten wie Franz Joseph Salzmann oder Johann Christian Wentzinger in Kontakt.
1763 kam Hörr nach dem Ende der großen Bautätigkeit in St. Blasien nach Freiburg im Breisgau, wo er an der Universität als akademischer Bildhauer angestellt wurde und im folgenden Jahr das akademische Bürgerrecht erhielt. Er erwarb am Freiburger Münsterplatz das Haus zum roten Gatter. 1766 schnitzte er ein Marienbild für den Altar der zweiten Kaiserkapelle des Münsters, das 1778 gefasst wurde, mittlerweile jedoch nicht mehr erhalten ist. Um 1768 schuf er zusammen mit Anton Xaver Hauser einen Taufstein im Münster, dessen Entwurf von Johann Christian Wentzinger stammt.
Nach dem Brand in St. Blasien 1768 war er am Wiederaufbau von Kloster und Dom St. Blasien beteiligt. Urkundlich bezeugt ist seine Ausführung des Prospekts der Silbermann-Orgel, in St. Blasien werden ihm u. a. aber auch die Putten von den Kanzeldecken, das auf dem Buch mit sieben Siegeln liegende Lamm vom Hochaltar, verschiedene Reliefs und Modelle für verschiedenen Bildschmuck zugeschrieben. Durch die wechselhafte Geschichte des Klosters und seiner Ausstattung sind die meisten von Hörr dort geschaffenen Objekte heute verloren. Als Frontispiz des zweiten Bandes von Martin Gerberts  Vetus liturgia Alemannica aus dem Jahr 1776 findet sich eine Ansicht der Domfassade und des Konvents. Sie wurde von Hörr gezeichnet und von Peter Mayer gestochen.
1781 attestierte der Reiseschriftsteller Friedrich Nicolai, dass Hörr „die besten Bildhauerarbeiten an der neuen Kuppelkirche St. Blasien“ gefertigt habe. In den Jahren 1782/1783 lieferte Hörr die Pläne für den Umbau des ehemaligen Gymnasium Academicum zur ersten dedizierten Universitätsbibliothek der Stadt.
In der frühen Morgenstunden des 9. März 1785 verstarb Joseph Hörr an „Brustwassersucht oder ehender Lungensucht“, vermutlich einer Lungensilikose oder Silikotuberkulose entsprechend.

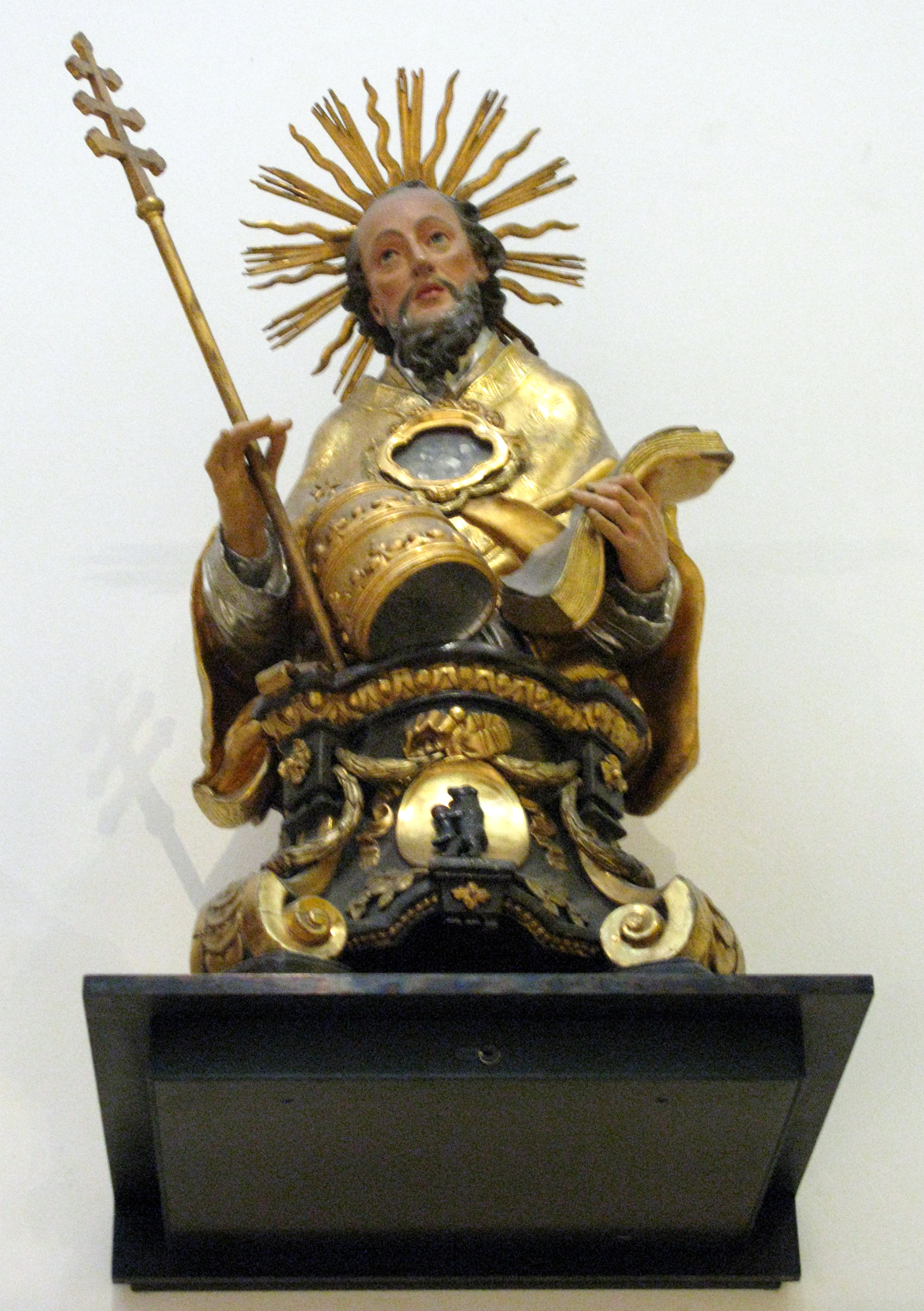
Reliquienbüste des Hl. Pius, Schutzpatron der Schuhmacher, 1775

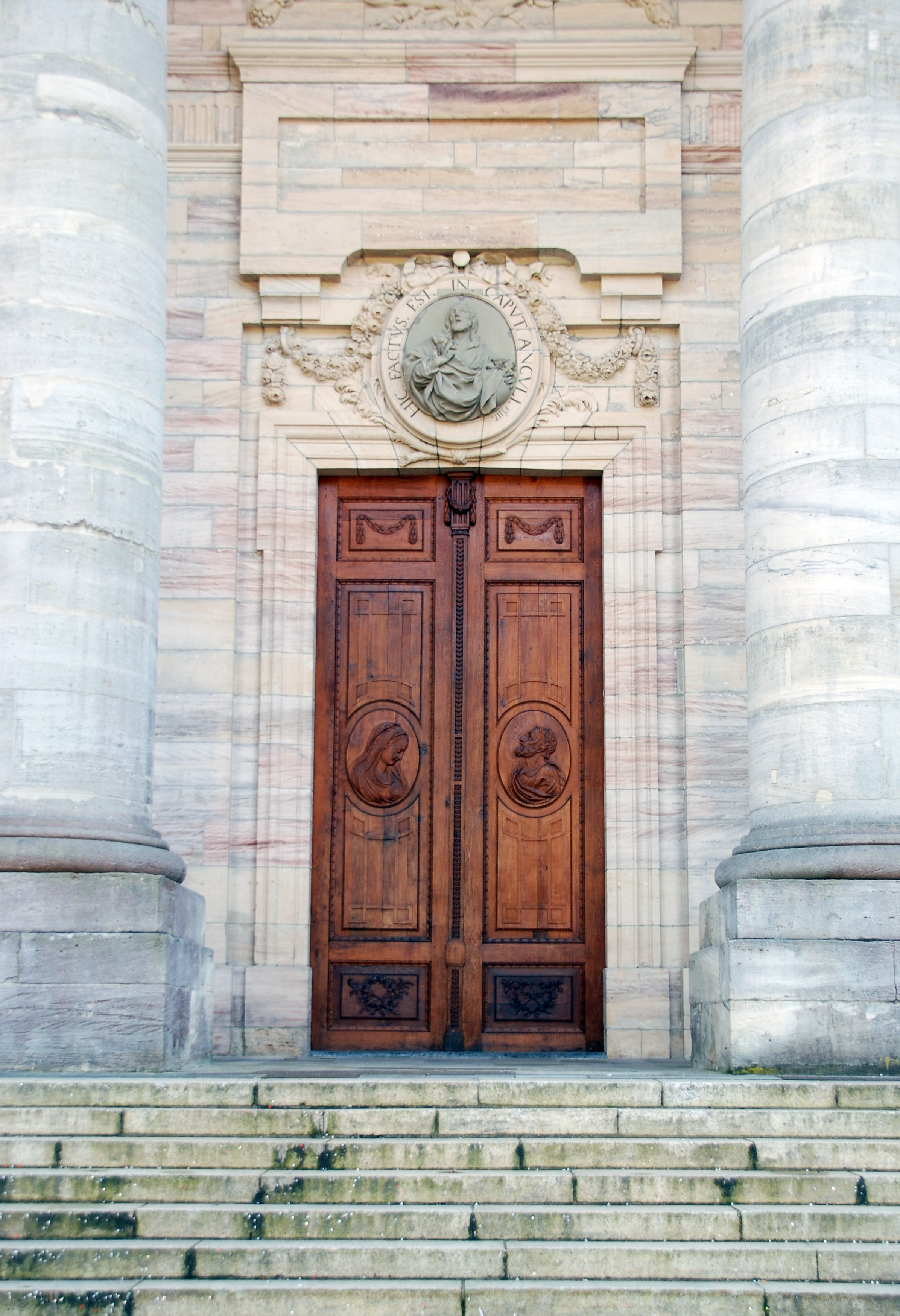
Supraporte und Hauptportal am Dom St. Blasien

## Werke (Auswahl)
- Immaculata, Holz, Blasiwald-Althütte, vor 1750.
- Heiliger Benedikt, Alabaster, Pfarramt St. Martin in Menzenschwand 1762/63
- Anbetung der Hirten, Alabasterrelief, Stiftskirche St. Gallen 1765/66
- Taufstein, Sandstein, Münster Freiburg, 1768
- Portal und Fassadendekoration, Sandstein, Deutschherrenkommende Freiburg, 1768
- Zähringer-Epitaph, Stuckmarmor, St. Peter/Schwarzwald, 1768
- Athena und Prometheus, Terracotta, Kriegsverlust 1944, 1770
- Portal und Fassadendekoration, Sandstein, Palais Sickingen, Freiburg, 1770/71
- Reliquienbüste der Schuhmacherzunft, Augustinermuseum Freiburg, 1775
- Kaiser Joseph im Freiburger Münster, Alabasterrelief, St. Paul in Kärnten, 1777
- Ibacher Kreuz, Sandstein, Landstraße St. Blasien-Todtmoos, 1777
- Innen- und Außenskulpturen, Stein, Alabaster und Holz, Dom St. Blasien, 1778–1784
- Fürstabt Martin Gerbert, Stuckrelief, Museum der Stadt Baden (AG), um 1780
- Fisch-Wasserspeier am Freiburger Münster, Modellabrechnung vom 2. Juni 1781 im Münsterarchiv erhalten.[1][5]
- Alte Universitätsbibliothek Freiburg, 1783 (zerstört 1944)